# Rąbino (gmina)
Rąbino – gmina wiejska w Polsce położona w północnej części województwa zachodniopomorskiego, w powiecie świdwińskim. Siedziba gminy to wieś Rąbino.
Według danych z 31 grudnia 2016 r. gmina miała 3725 mieszkańców. Natomiast według danych z 31 grudnia 2017 roku gminę zamieszkiwało 3668 osób.
Miejsce w województwie (na 114 gmin):

powierzchnia 64., ludność 94.

## Położenie
Gmina jest położona w północnej części województwa zachodniopomorskiego, w północnej części powiatu świdwińskiego.
W latach 1975–1998 gmina administracyjnie należała do województwa koszalińskiego.
Sąsiednie gminy:
- Połczyn-Zdrój, Sławoborze i Świdwin (powiat świdwiński)
- Białogard (powiat białogardzki)

Gmina stanowi 16,5% powierzchni powiatu.

## Demografia
Według danych z 31 grudnia 2016 r. gmina miała 3725 mieszkańców. Gminę zamieszkuje 7,8% ludności powiatu. Gęstość zaludnienia wynosi 20,7 osoby na km².

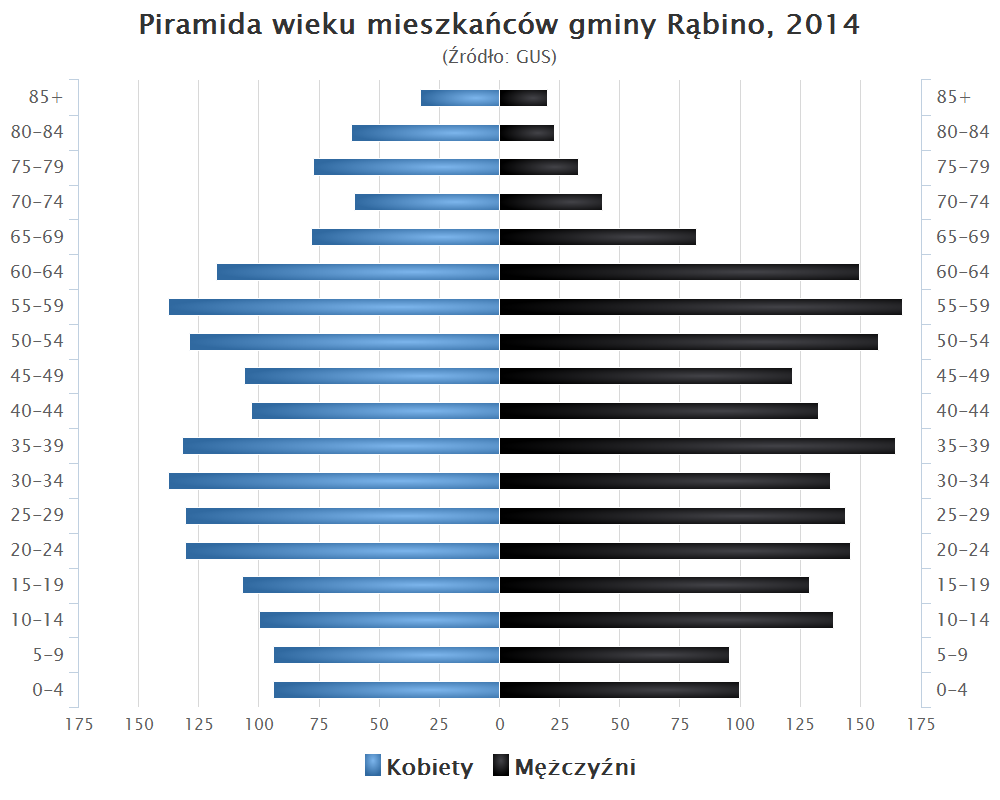
Piramida wieku mieszkańców gminy Rąbino w 2014 roku

Dane z 31 grudnia 2017 roku.
| Opis                              | Ogółem | Ogółem | Kobiety | Kobiety | Mężczyźni | Mężczyźni |
| --------------------------------- | ------ | ------ | ------- | ------- | --------- | --------- |
| jednostka                         | osób   | %      | osób    | %       | osób      | %         |
| populacja                         | 3 668  | 100    | 1 762   | 48      | 1 906     | 52        |
| gęstość zaludnienia (mieszk./km²) | 21     | 21     | 10      | 10      | 11        | 11        |

## Administracja i samorząd
W 2016 r. wykonane wydatki budżetu gminy Rąbino wynosiły 14,3 mln zł, a dochody budżetu 14,5 mln zł. Zobowiązania samorządu (dług publiczny) według stanu na koniec 2016 r. wynosiły 6,1 mln zł, co stanowiło 42,1% poziomu dochodów.
Gmina Rąbino jest obszarem właściwości Sądu Rejonowego w Białogardzie, jednakże sprawy wieczystoksięgowe, sprawy z zakresu prawa karnego, karnego skarbowego i sprawy wykroczeniowe są obsługiwane przez wydziały zamiejscowe sądu w Świdwinie. Gmina jest obszarem właściwości Sądu Okręgowego w Koszalinie. Gmina (właśc. powiat świdwiński) jest obszarem właściwości miejscowej Samorządowego Kolegium Odwoławczego w Koszalinie.
Mieszkańcy gminy Rąbino razem z mieszkańcami gminy Sławoborze wybierają 3 radnych do Rady Powiatu w Świdwinie, a radnych do Sejmiku Województwa Zachodniopomorskiego w okręgu nr 3. Posłów na Sejm wybierają z okręgu wyborczego nr 40, senatora z okręgu nr 99, a posłów do Parlamentu Europejskiego z okręgu nr 13.
W skład gminy Rąbino wchodzi 15 sołectw: Batyń, Biała Góra, Biernów, Dąbrowa Białogardzka, Gąsków, Głodzino, Kłodzino, Lipie, Nielep, Rąbinko, Rąbino, Role, Rzecino, Stare Ludzicko i Świerznica.

## Miejscowości
Wsie sołeckie: Batyń, Biała Góra, Biernów, Dąbrowa Białogardzka, Gąsków, Głodzino, Kłodzino, Lipie, Nielep, Rąbinko, Rąbino, Role, Rzecino, Stare Ludzicko i Świerznica.
Pozostałe miejscowości: Dołganów, Dąbrówka, Gręzino, Jezierzyce, Kołatka, Liskowo, Modrzewiec, Niebórz, Paszęcin, Polakowo, Racimierz, Zbytki.

## Przyroda i turystyka
Gmina Rąbino położona jest w obrębie Pojezierza Zachodniopomorskiego. Obszar Gminy wynosi 180 km². Użytki rolne stanowią 56%, a lasy 37% powierzchni gminy. Gmina posiada także gęstą sieć osadniczą. Na jej terenie znajduje się 27 wsi tworzących 14 sołectw. Przez gminę przepływa rzeka Mogilica, dopływ Parsęty. W gminie Rąbino na ogólna powierzchnie 18 tys. ha przypada: 10 072 ha użytków rolnych, 6.766 ha lasów, 310 ha dróg i 203 ha terenów zabudowanych. Gmina posiada korzystne warunki glebowo-przyrodnicze dla rozwoju rolnictwa. Charakteryzuje się żyznym glebami wykształconych z glin zwałowych i piasków gliniastych. Przeważają gleby klasy IV zaliczane do kompleksu żytniego i zajmują one 58,2% powierzchni gruntów ornych, gleby najlepszej – klasy III – zajmują 16,6% powierzchni gruntów ornych. Najkorzystniejsze warunki dla intensywnej produkcji rolnej posiada obszar południowy, tj. Dąbrowa Białogardzka, Modrzewiec, Jezierzyce, Stare Ludzicko, Gręzino, Rąbino i Role.

## Infrastruktura i transport
Drogi o znaczeniu ponadlokalnym prowadzą tylko przez obrzeża gminy. Droga wojewódzka nr 162 jest oddalona od Rąbina o 12 km na południe, łączy wieś Sławę (gm. Świdwin) ze Świdwinem (8 km) i wsią Nowe Ludzicko (12 km), droga wojewódzka nr 163, oddalona od Rąbina na wschód o 11 km, łączy wieś Biernów z Połczynem-Zdrojem (10 km) i Białogardem (21 km). Odległość od Rąbina do stolicy powiatu, Świdwina wynosi 20 km.
Rąbino otrzymało połączenie kolejowe już w 1859 r. po otwarciu odcinka od Koszalina do Stargardu łącząc się z linią do Szczecina. W 1870 r. linia została wydłużona do Gdańska. Pomiędzy latami 1951 a 1989 linię zelektryfikowano (odcinek przez Rąbino w 1987 r.). Przez położoną w gminie wieś Stare Ludzicko prowadziła linia ze Świdwina do Połczyna-Zdroju zbudowana w końcu lat 90. XIX w., zamknięta niemal 100 lat później. Obecnie na terenie gminy czynne są dwie stacje: Rąbino i Nielep.
W gminie funkcjonuje jeden, centralny urząd pocztowy: Rąbino (nr 78-331).

## Zabytki
Na terenie gminy zachowały się liczne zabytki architektury, budownictwa i komponowanej zieleni. Zabytkowa architektura sakralna reprezentowana jest przez kościół we wsiach: Lipie, Rąbino, Rzecino, Stare Ludzicko oraz ruiny kościoła w Kłodzinie. Zachowanie rezydencji i zespoły folwarczne we wsiach: Dąbrowa Białogardzka, Głodzino, Jezierzyce, Modrzewiec, Rąbino, Świerznica; tradycyjna zabudowana (chałupy, stodoły) występują w większości wsi; Parki podworskie i cmentarze występują w większości wsi gminy.